# Red Tide (Band)
Red Tide war eine US-amerikanische Progressive-Death-Metal-Band aus Avon, Connecticut, die im Jahr 1993 gegründet wurde und sich 2002 wieder auflöste. Sie gilt als einer der wichtigsten Vertreter des Genres in den 1990er-Jahren.

## Geschichte
Die Band wurde im Jahr 1993 von Sänger und Gitarrist Jeff Wu, Gitarrist Ian Kauffman, Bassist Andy Dickins und Schlagzeuger Justin Foley gegründet. In den Folgejahren erschienen mit  Steps to the End (1994), Expressions (1995) und Hybrid (1996) drei Demos. Im Jahr 1997 wurde das Debütalbum namens Themes of the Cosmic Consciousness veröffentlicht. Im Jahr 2001 wurde das Album Type II veröffentlicht, auf dem der neue Bassist Matt „Blue“ Ouellette zu hören war. Im Jahr 2002 löste sich die Band dann wieder auf. Schlagzeuger Foley ist seit 2004 bei der Band Killswitch Engage tätig.

## Stil
Die Band spielt technisch anspruchsvollen und experimentellen Progressive Death Metal, wobei Einflüsse aus dem Jazz und dem Bossa Nova hörbar sind. Die Werke der Band wird mit den Stücken von anderen Bands des Genres wie Cynic und Atheist verglichen. Gutturaler Gesang steht dabei im Wechsel mit klarem Gesang.

## Diskografie
- 1994: Steps to the End (Demo, Eigenveröffentlichung)
- 1995: Expressions (Demo, Eigenveröffentlichung)
- 1997: Themes of the Cosmic Consciousness (Album, Eigenveröffentlichung)
- 1997: Hybrid (Demo, Eigenveröffentlichung)
- 2001: Type II (Demo, Encrypted Records)